# جوني توم غليسون
جوني توم غليسون (بالإنجليزية: Johnny Tom Gleeson)‏ هو كاتب أغاني وشاعر أيرلندي، ولد في 1853، وتوفي في 1924.